# Spoorlijn Kopenhagen - Køge
De spoorlijn Kopenhagen - Køge (Deens: Køge Bugt-banen) is een spoorlijn tussen Kopenhagen en Køge van het eiland Seeland in Denemarken.

## Geschiedenis
Als enige van alle S-tog-lijnen rond Kopenhagen is deze speciaal daarvoor aangelegd tussen 1972 en 1983. Aanvankelijk was de verwachting dat de lijn met name gebruikt zou worden voor recreatieverkeer naar de stranden van Brøndby en Hundige. Na ingebruikneming van het eerste gedeelte bleek echter dat de lijn met name voor woon-werkverkeer gebruikt werd. Daarom is station Hundige ongeveer 500 meter verder landinwaarts gebouwd dan oorspronkelijk was voorzien.
Voor de aanleg van de lijn kon alleen via Roskilde tussen Kopenhagen en Køge gereisd worden per trein.

## Stations
| Station        | Lijnen       | Geopend           | S-tog             | Opmerking |
| -------------- | ------------ | ----------------- | ----------------- | --- |
| Dybbølsbro     | A B Bx C E H | 1 november 1934   | 1 november 1934   | 1A |
| Skælbæk        | —            | 1 oktober 1972    | 1 oktober 1972    | Zijspoor Kødbyen |
| Bavnehøj       | —            | 1 oktober 1972    | 1 oktober 1972    | Rangeer station. Het station was oorspronkelijk bedoeld als rangeerterrein voor de goederentreinen naar Carlsberg en Kødbyen via een spoor tussen de S-baansporen. Bij de aanleg van de Øresundsbanen werd dit spoor opgebroken. |
| Sydhavn        | A E          | 1 oktober 1972    | 1 oktober 1972    | 3A |
| Sjælør         | A E          | 1 oktober 1972    | 1 oktober 1972    | 4A |
| Ny Ellebjerg   | A E F        | 6 januari 2007    | 6 januari 2007    | aansluiting lijn Hellerup - Vigerslev |
| Ellebjerg      | —            | 1 oktober 1972    | 1 oktober 1972    | Gesloten op 6 januari 2007 en vervangen door Station Ny Ellebjerg |
| Åmarken        | A            | 1 oktober 1972    | 1 oktober 1972    | |
| Friheden       | A            | 1 oktober 1972    | 1 oktober 1972    | 200S |
| Avedøre        | A            | 1 oktober 1972    | 1 oktober 1972    | 1A |
| Brøndby Strand | A            | 1 oktober 1972    | 1 oktober 1972    | 500S |
| Vallensbæk     | A            | 1 oktober 1972    | 1 oktober 1972    | |
| Ishøj          | A E          | 26 september 1976 | 26 september 1976 | 300S 400S |
| Hundige        | A E          | 26 september 1976 | 26 september 1976 | 400S 600S Eindstation voor lijn A |
| Greve          | A E          | 30 september 1979 | 30 september 1979 | 600S |
| Karlslunde     | A E          | 30 september 1979 | 30 september 1979 | |
| Solrød Strand  | A E          | 30 september 1979 | 30 september 1979 | Eindstation voor lijn A maandag-vrijdag |
| Jersie         | E            | 25 september 1983 | 25 september 1983 | |
| Ølsemagle      | —            | 25 september 1983 | 25 september 1983 | Rangeerstation. |
| Ølby           | E            | 25 september 1983 | 25 september 1983 | Regional aansluiting lijn Roskilde - Næstved |
| Køge           | E            | 4 oktober 1870    | 25 september 1983 | Regional aansluiting lijn Roskilde - Næstved aansluiting lijn Køge - Fakse 101A 102A |

## Aansluitingen
Kopenhagen H
Spoorlijn Kopenhagen - Korsør (Vestbanen)
Spoorlijn Kopenhagen - Helsingør (Kystbanen)
Spoorlijn Kopenhagen - Malmö (Øresundbanen)
Spoorlijn Kopenhagen - Hillerød (Nordbanen)
Spoorlijn Kopenhagen - Ringsted
Ølby
Spoorlijn Roskilde - Næstved (Lille Syd)
Køge
Spoorlijn Køge - Ringsted
Spoorlijn Roskilde - Næstved (Lille Syd)
Spoorlijn Køge - Fakse (Østbanen)